# Централни комитет Савеза комуниста Босне и Херцеговине
Централни комитет Савеза комуниста Босне и Херцеговине (ЦК СК БиХ) био је руководећи орган у Савезу комуниста Босне и Херцеговине између два Конгреса. Настао је као Централни комитет Комунистичке партије Босне и Херцеговине, приликом њеног формирања 5. новембра 1948, а новембра 1952. променио је назив у ЦК Савеза комуниста БиХ. Постојао је до 23. фебруара 1991. када се Савез комуниста (СК БиХ—СДП) трансформисао у Социјалистичку демократску партију (СДП).
Оперативни орган Централног комитета СК БиХ био је најпре Политички биро (Политбиро), потом Извршни комитет и на крају Председништво ЦК СК БиХ.

## Историјат
Пре формирања Комунистичке партије Босне и Херцеговине, па простору Босне и Херцеговине деловао је Покрајински комитета КПЈ за Босну и Херцеговину, чији је рад након година Шестојануарске диктатуре, као и последица велике полицијске провале у партијску организацију, у пролеће 1936. када је ухапшено око 70 чланова КПЈ, обновљен тек почетком 1938. године. Крајем јула исте године у Мостару је одржана Четврта покрајинска конференција, која је била значајна за организационо сређивање и повезивање преосталих партијских организација. У руководство Покрајинског комитета тада су изабрани — Мустафа Пашић, Рудолф Хрозинчек, Карло Батко, Пашага Манџић и Угљеша Даниловић, а била је формирана и Омладинска комисија. Након периода консолидације Комунистичке партије Југославије током 1938. и 1939, одржане су у свим крајевима Југославије конференције покрајинских организација, као припема за одржавања Пете земаљске конференције КПЈ. У Сарајеву је 27. и 28. јула 1940. одржана Пета покрајинска конференција КПЈ за Босну и Херцеговину на којој је изабрано ново руководство Покрајинског комитета — Иса Јовановић, Угљеша Даниловић, Бориша Ковачевић, Пашага Манџић, Мустафа Пашић, Стјепан Ђаковић, Васо Мискин и Ђуро Пуцар, док је Авдо Хумо укључен септембра 1940. године. Покрајински комитет био је тада подељен на више обласних комитета — за источну Босну, Сарајево, Босанску крајину и Херцеговину.
Руководство ПК КПЈ изабрано јула 1940, уз помоћ делегата Централног комитета КПЈ упућених у Босну и Херцеговину, руководило је устанком у Босни и Херцеговини, у лето 1941, а касније Народноослободилачком борбом. Одлуком ЦК КПЈ 12. јула 1943. извршена је измена на челу Покрајинског комитета, када је за секретара, уместо Исе Јовановића, именован Ђуро Пуцар, дотадашњи секретар Обласног комитета КПЈ за Босанску крајину. Током рата страдао је значајан број чланова Покрајинског комитета, па је он допуњаван новим члановима, међу којима су били — Нисим Албахари, Хасан Бркић, Осман Карабеговић, Цвијетин Мијатовић, Шефкет Маглајлић, Родољуб Чолаковић и др. 
Приликом формирања Комунистичке партије Босне и Херцеговине, на Првом оснивачком конгресу, изабран је 5. новембра 1948. први Централни комитета КП БиХ који је имао 48 чланова. На првој седници Централног комитета, одржаној истог дана, изабран је Политички биро (Политбиро) ЦК КП БиХ чији су чланови били — Угљеша Даниловић, Цвијетин Мијатовић, Шефкет Маглајлић, Хасан Бркић, Илија Дошен, Нико Јуринчић, Руди Колак, Пашага Манџић, Радован Папић, Авдо Хумо и Ђуро Пуцар Стари, као секретар. Ужи део Политбироа звао се Скретаријат и чинили су га секретар и четворица чланова Политбиро. Након Шестог конгреса КПЈ, одржаног новембра 1952. на коме је Комунистичка партија Југславије променила назив у Савез комуниста Југославије, Централни комитета КП Босне и Херцеговине постао је Централни комитет Савеза комуниста Босне и Херцеговине.

## Руководство ЦК СК БиХ

### Секретари и председници Централног комитета
| секретари Централног комитета (1948—1966), председници Централног комитета (1966—1982; 1989—1991) и председници Председништва ЦК (1982—1989) |                              |                                         |                                                         |                                                         |                    |                      |                      |
| конгресни период | број                         | име и презиме                           | назив функције                                          | назив функције                                          | трајање мандата    | напомена             | реф                  |
| конгресни период | број                         | име и презиме                           | почетак мандата                                         | крај мандата                                            | трајање мандата    | напомена             | реф                  |
| 1 конгрес КП БиХ 1948—1945. |                              |                                         |                                                         |                                                         |                    |                      |                      |
| 1 | Ђуро Пуцар Стари (1899—1979) | секретар Централног комитета 1945—1966. | секретар Централног комитета 1945—1966.                 | 16 година, 120 дана                                     |                    |                      |                      |
| 1 | Ђуро Пуцар Стари (1899—1979) | 5. новембар 1948.                       | 27. децембар 1954.                                      | 16 година, 120 дана                                     | [ 3 ]              |                      |                      |
| 1 | Ђуро Пуцар Стари (1899—1979) | 2 конгрес СК БиХ 1954—1959.             | 27. децембар 1954.                                      | 16 година, 120 дана                                     | 28. март 1959.     | [ 4 ]                |                      |
| 1 | Ђуро Пуцар Стари (1899—1979) | 3 конгрес СК БиХ 1959—1965.             | 28. март 1959.                                          | 16 година, 120 дана                                     | 5. март 1965.      | [ 5 ]                |                      |
| 4 конгрес СК БиХ 1965—1969. | 2                            | Цвијетин Мијатовић (1913—1993)          | 5. март 1965.                                           | 14. новембар 1966.                                      | 4 године, 35 дана  |                      | [ 6 ]                |
| 4 конгрес СК БиХ 1965—1969. | 2                            | Цвијетин Мијатовић (1913—1993)          | председник Централног комитета 1966—1982.               |                                                         | 4 године, 35 дана  |                      |                      |
| 4 конгрес СК БиХ 1965—1969. | 2                            | Цвијетин Мијатовић (1913—1993)          | 14. новембар 1966.                                      | 11. јануар 1969.                                        | 4 године, 35 дана  | [ 7 ] [ 8 ]          |                      |
| 5 конгрес СК БиХ 1969—1974. | 2                            | Цвијетин Мијатовић (1913—1993)          | 11. јануар 1969.                                        | 9. април 1969.                                          | 4 године, 35 дана  | [ 9 ] [ 10 ]         |                      |
| 5 конгрес СК БиХ 1969—1974. | 3                            | Бранко Микулић (1928—1994)              | 9. април 1969.                                          | 28. март 1974.                                          | 9 година, 32 дана  |                      | [ 11 ]               |
| 6 конгрес СК БиХ 1974—1978. | 3                            | Бранко Микулић (1928—1994)              | 28. март 1974.                                          | 11. мај 1978.                                           | 9 година, 32 дана  | [ 12 ] [ 13 ]        |                      |
| 7 конгрес СК БиХ 1978—1982. | 4                            | Никола Стојановић (1933—2020)           | 11. мај 1978.                                           | 20. мај 1982.                                           | 4 године, 9 дана   |                      | [ 14 ] [ 15 ]        |
| 8 конгрес СК БиХ 1982—1986. | 5                            | Хамдија Поздерац (1924—1988)            | председник Председништва Централног комитета 1982—1989. | председник Председништва Централног комитета 1982—1989. | 2 године, 8 дана   |                      |                      |
| 8 конгрес СК БиХ 1982—1986. | 5                            | Хамдија Поздерац (1924—1988)            | 20. мај 1982.                                           | 23. мај 1983.                                           | 2 године, 8 дана   | [ 16 ] [ 17 ]        |                      |
| 8 конгрес СК БиХ 1982—1986. | 5                            | Хамдија Поздерац (1924—1988)            | 23. мај 1983.                                           | 28. мај 1984.                                           | 2 године, 8 дана   | [ 18 ]               |                      |
| 8 конгрес СК БиХ 1982—1986. | 6                            | Мато Андрић (1928—2015)                 | 28. мај 1984.                                           | 27. мај 1985.                                           | 1 година, 358 дана |                      | [ 19 ]               |
| 8 конгрес СК БиХ 1982—1986. | 6                            | Мато Андрић (1928—2015)                 | 27. мај 1985.                                           | 21. мај 1986.                                           | 1 година, 358 дана | [ 20 ]               |                      |
| 9 конгрес СК БиХ 1986—1989. | 7                            | Милан Узелац (1932—2005)                | 21. мај 1986.                                           | 21. мај 1987.                                           | 2 године, 48 дана  |                      | [ 21 ]               |
| 9 конгрес СК БиХ 1986—1989. | 7                            | Милан Узелац (1932—2005)                | 21. мај 1987.                                           | 8. јул 1988.                                            | 2 године, 48 дана  | [ 22 ]               |                      |
| 9 конгрес СК БиХ 1986—1989. | 8                            | Абдулах Мутапчић (1932—2013)            | 8. јул 1988.                                            | 29. јун 1989.                                           | 356 дана           |                      | [ 23 ] [ 24 ] [ 25 ] |
| 9 конгрес СК БиХ 1986—1989. | 9                            | Нијаз Дураковић (1949—2012)             | 29. јун 1989.                                           | 9. децембар 1989.                                       | 1 година, 239 дана |                      | [ 26 ]               |
| 10 конгрес СК БиХ 1989—1991. | 9                            | Нијаз Дураковић (1949—2012)             | председник Централног комитета 1989—1991.               | председник Централног комитета 1989—1991.               | 1 година, 239 дана |                      |                      |
| 10 конгрес СК БиХ 1989—1991. | 9                            | Нијаз Дураковић (1949—2012)             | 9. децембар 1989.                                       | 23. фебруар 1991.                                       | 1 година, 239 дана | [ 27 ] [ 28 ] [ 29 ] |                      |

### Секретари Централног комитета
| секретари Извршног комитета ЦК (1966—1978) и секретари Председништва ЦК (1978—1991) |      |                               |                                                           |                                                           |                    |          |        |
| конгресни период                                                                    | број | име и презиме                 | назив функције                                            | назив функције                                            | трајање мандата    | напомена | реф    |
| конгресни период                                                                    | број | име и презиме                 | почетак мандата                                           | крај мандата                                              | трајање мандата    | напомена | реф    |
| —                                                                                   | 1    | Бранко Микулић (1928—1994)    | секретар Извршног комитета Централног комитета 1966—1978. | секретар Извршног комитета Централног комитета 1966—1978. | 2 године, 58 дана  |          |        |
| —                                                                                   | 1    | Бранко Микулић (1928—1994)    | 14. новембар 1966.                                        | 11. јануар 1969.                                          | 2 године, 58 дана  | [ 8 ]    |        |
| 5 конгрес СК БиХ 1969—1974.                                                         | 2    | Нијаз Диздаревић (1920—1989)  | 11. јануар 1969.                                          | 9. април 1969.                                            | 88 дана            |          | [ 10 ] |
| 5 конгрес СК БиХ 1969—1974.                                                         | 3    | Хамдија Поздерац (1924—1988)  | 9. април 1969.                                            | 31. јул 1971.                                             | 2 године, 113 дана |          | [ 11 ] |
| 5 конгрес СК БиХ 1969—1974.                                                         | 4    | Хасан Грабчановић (1918—1996) | 31. јул 1971.                                             | 28. март 1974.                                            | 2 године, 240 дана |          | [ 30 ] |
| 6 конгрес СК БиХ 1974—1978.                                                         | 5    | Никола Стојановић (1933—2020) | 28. март 1974.                                            | 11. мај 1978.                                             | 4 године, 44 дана  |          | [ 13 ] |
| 7 конгрес СК БиХ 1978—1982.                                                         | 6    | Хрвоје Иштук (1935—2002)      | секретар Председништва Централног комитета 1978—1991.     | секретар Председништва Централног комитета 1978—1991.     | 4 године, 9 дана   |          |        |
| 7 конгрес СК БиХ 1978—1982.                                                         | 6    | Хрвоје Иштук (1935—2002)      | 11. мај 1978.                                             | 20. мај 1982.                                             | 4 године, 9 дана   | [ 15 ]   |        |
| 8 конгрес СК БиХ 1982—1986.                                                         | 7    | Иван Бригић (1936—2015)       | 20. мај 1982.                                             | 28. мај 1984.                                             | 2 године, 8 дана   |          | [ 17 ] |
| 8 конгрес СК БиХ 1982—1986.                                                         | 8    | Живко Грубор                  | 28. мај 1984.                                             | 21. мај 1986.                                             | 1 година, 358 дана |          |        |
| 9 конгрес СК БиХ 1986—1989.                                                         | 9    | Шабан Кеврић (1949)           | 21. мај 1986.                                             | 8. јул 1988.                                              | 2 године, 48 дана  |          | [ 25 ] |
| 9 конгрес СК БиХ 1986—1989.                                                         | 10   | Иван Цвитковић (1945)         | 8. јул 1988.                                              | 9. децембар 1989.                                         | 1 година, 154 дана |          | [ 24 ] |
| 10 конгрес СК БиХ 1989—1991.                                                        | 11   | Драган Крагуљ (1949)          | 8. јануар 1990.                                           | 23. фебруар 1991.                                         | 1 година, 46 дана  |          | [ 31 ] |